# Фридрих Гессен-Дармштадтский
Фридрих Гессен-Дармштадтский (нем. Friedrich von Hessen-Darmstadt; 18 сентября 1677, Дармштадт — 13 октября 1708) — принц Гессен-Дармштадтский, российский генерал на службе у царя Петра I, участник Северной войны.

## Биография
Фридрих был младшим ребёнком в семье ландграфа Гессен-Дармштадтского Людвига VI и его второй жены Елизаветы Доротеи Саксен-Гота-Альтенбургской. Кроме него в семье было четверо сыновей и две дочери.
В 1697 году в Риме вместе с братьями Георгом, Филиппом и Генрихом перешёл из протестантизма в католичество вопреки протестам матери.
В 1707 году Фридрих поступил на службу к царю Петру I, который тогда вёл войну со Швецией, в чине генерал-майора кавалерии. Вскоре Пётр I назначил Фридриха генерал-лейтенантом кавалерии. В победной битве при Лесной 9 октября 1708 года, вклад принца в которую считается весомым, он был тяжело ранен и вскоре умер (13 октября 1708 года). Был погребён со всеми почестями, подобающими его сану, в Смоленске.

## Семья
В 27 лет женился на неравнородной ему Петронелле фон Штокманс. Свадьба состоялась 20 ноября 1704 года в Мариацелле. Через девять месяцев в Вене родилась их единственная дочь Мария Анна Фридерика (1705—1788), замужем за графом Карлом Антоном Джинини, детей не имела.